# Wit-blauw-witte vlag

Vlag van Russische anti-oorlogsprotesten.

Staatsvlag van Rusland tussen 1991 en 1993.

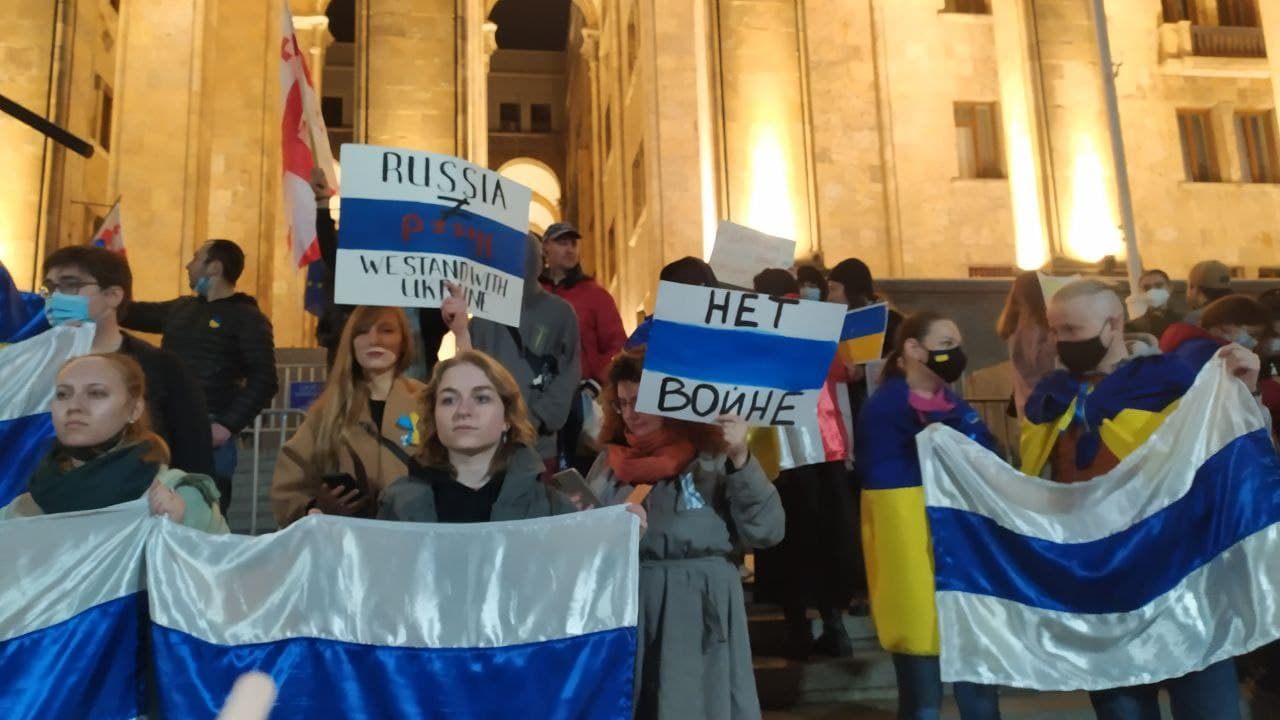
Wit-blauw-witte vlaggen tijdens een anti-oorlogsprotest in de Georgische hoofdstad Tbilisi (2 maart 2022).

De wit-blauw-witte vlag is een symbolische vlag gebruikt bij de anti-oorlogsprotesten in Rusland in 2022.
De vlag dook voor het eerst op op sociale netwerken op 28 februari 2022 en werd daarbij opgepikt door de oppositie van de Russische invasie van Oekraïne. Zo werd de vlag gebruikt bij anti-oorlogsprotesten in Tbilisi (Georgië), evenals in Duitsland, Noorwegen, de Verenigde Staten, op Cyprus en in Jekaterinenburg (Rusland).
Volgens de activisten symboliseert de vlag de strijd voor vrede en vrijheid van denken. De rode kleur die wordt geassocieerd met bloed en het Sovjetverleden werd vervangen door het vredige wit. De tint van de middelste blauwe streep komt dicht in de buurt van de Russische vlag die tussen 1991 en 1993 werd gebruikt. De combinatie van kleuren lijkt ook op de oude vlag van Veliki Novgorod. Het ontwerp van de vlag lijkt ook op de vlag van Wit-Russische protesten (en komt tevens overeen met de historische vlag van Wit-Rusland).
Op 6 maart 2022 werd Anna Dubkova, een inwoner van Moskou, door een politieagent aangehouden vanwege de wit-blauw-witte vlag op haar auto. De dame in kwestie werd door de rechtbank veroordeeld tot een arrestatie voor een periode van 15 dagen, op grond van artikel 19.3 van het Wetboek van Administratieve Delicten.

## Vergelijkbare vlaggen

Vlag van Veliki Novgorod in 1994-2006
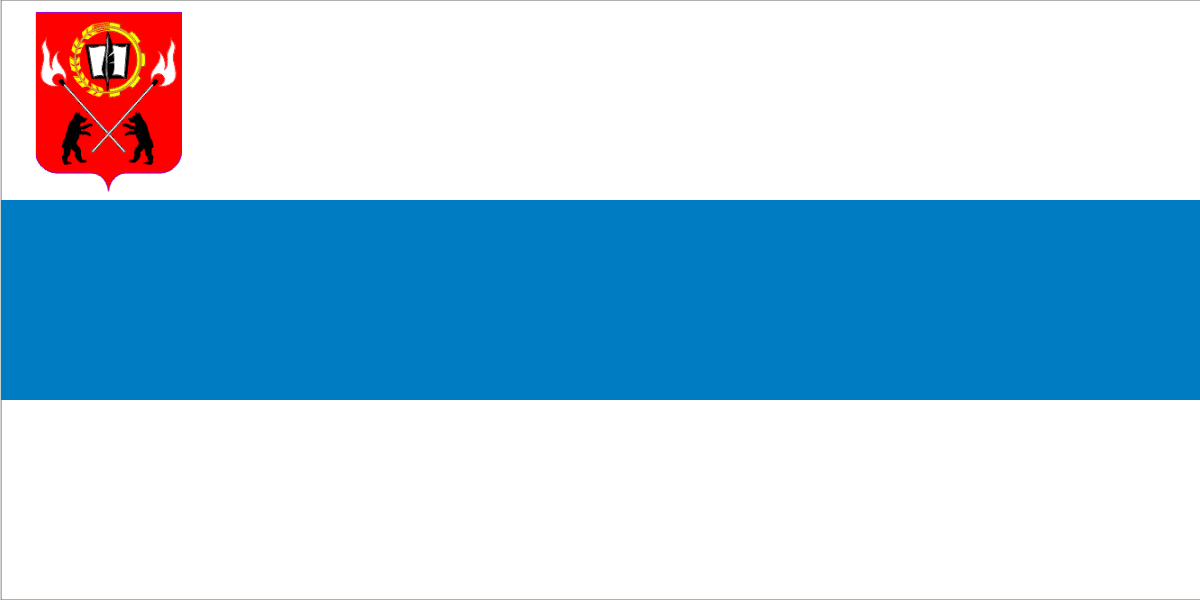
Vlag van district Tsjoedovski van Oblast Novgorod in 1997-2008
Vlag van de micronatie van Veyshnoria
Vlag van Wit-Rusland (1918, 1991-1995) en Wit-Russische protesten